# Mărcești (okręg Kluż)
Mărcești – wieś w Rumunii, w okręgu Kluż, w gminie Rișca. W 2011 roku liczyła 187 mieszkańców.